# اکسل سوئنسن
اکسل سوئنسن (دانمارکی: Aksel Sørensen; ۵ اکتبر ۱۸۹۱ – ۱۵ مهٔ ۱۹۵۵) ژیمناست هنری اهل دانمارک بود.